# Сен-Мари-ле-Плен
Сен-Мари́-ле-Плен (фр. Saint-Mary-le-Plain, окс. Sant Mary le Plain) — коммуна во Франции, находится в регионе Овернь. Департамент — Канталь. Входит в состав кантона Массьяк. Округ коммуны — Сен-Флур.
Код INSEE коммуны — 15203.
Коммуна расположена приблизительно в 420 км к югу от Парижа, в 70 км южнее Клермон-Феррана, в 65 км к северо-востоку от Орийака.

## Население
Население коммуны на 2008 год составляло 156 человек.
| 1962 | 1968 | 1975 | 1982 | 1990 | 1999 | 2008 |
| ---- | ---- | ---- | ---- | ---- | ---- | ---- |
| 262  | 284  | 245  | 206  | 172  | 156  | 156  |

## Администрация
| Период | Период | Фамилия     | Партия | Примечания |
| ------ | ------ | ----------- | ------ | ---------- |
| 2003   | 2008   | Андре Шалье |        |            |
| 2008   |        | Надя Леве   |        |            |

## Экономика
В 2007 году среди 83 человек в трудоспособном возрасте (15—64 лет) 64 были экономически активными, 19 — неактивными (показатель активности — 77,1 %, в 1999 году было 63,6 %). Из 64 активных работали 61 человек (39 мужчин и 22 женщины), безработных было 3 (2 мужчин и 1 женщина). Среди 19 неактивных 8 человек были учениками или студентами, 8 — пенсионерами, 3 были неактивными по другим причинам.